# Anonymous (groupe)
Pour les articles homonymes, voir Anonymous.
Anonymous est un groupe de punk rock et pop punk andorran, originaire d'Andorre-la-Vieille.

## Présentation
Le groupe est formé à Andorre-la-Vieille en 2004. Il est composé de Niki Francesca (Niki), Alejandro Martínez (Potter), Guillem Gallego (Gallego) et Cristian Narvaez (Vaji). Les quatre musiciens s'inscrivent dans la mouvance de groupes tels que Blink 182 ou Sum 41.
Anonymous représente la Principauté d'Andorre au Concours Eurovision de la chanson 2007 à Helsinki en Finlande, avec la chanson Salvem el món (Sauvons le monde en catalan) après avoir été sélectionné unanimement par un jury andorran de 10 membres. Le groupe n'a pu accéder à la finale. Il a terminé à la 12e position de la demi-finale avec 80 points (à 11 points de la qualification, juste derrière le Portugal). L'un d'entre eux n'ayant pas pu aller à Helsinki avec le reste du groupe du fait qu'il n'avait pas l'âge minimum légal requis.
En 2009, ils annoncent une tournée espagnole et la sortie d'un disque intégralement chanté en castillan espérant conquérir le marché espagnol.
A fin 2010, à part le single Salvem el món (disponible en Andorre et en Espagne), Anonymous n'avait pas enregistré de disques. En revanche, il possède une démo de plusieurs titres (I Want It All, Shit Sucks, No President at All ou 10MIN). Salvem el món se classe 3e des ventes de singles en Espagne (17e semaine de 2007)[réf. nécessaire].

## Discographie
- 2007 : Salvem el món